# سیارک ۲۳۸۲
سیارک ۲۳۸۲ (به انگلیسی: 2382 Nonie، نامگذاری:1977GA) دو هزار و سیصد و هشتاد و دومین سیارک کشف شده‌است که در ۱۳ آوریل ۱۹۷۷ کشف شد.
قدر مطلق سیارک برابر ۱۱٫۴۰ است.